# Topobea tetroici
Topobea tetroici är en tvåhjärtbladig växtart som beskrevs av John Julius Wurdack. Topobea tetroici ingår i släktet Topobea och familjen Melastomataceae. Inga underarter finns listade i Catalogue of Life.